# Gaj Rosič
Gaj Rosič (Piedicolle, 14 maggio 1987) è un ex giocatore di calcio a 5 sloveno.

## Carriera
Cresciuto nel Puntar, Rosič fece parte della Slovenia Under-21 che prese parte, nel 2008, al campionato europeo di categoria. Nell'estate del 2010 si trasferì al Kobarid, con cui giocò per un biennio prima di tornare al Puntar. Nell'estate del 2013 si accordò con i portoghesi dell'Académica, debuttando nella Primera Divisão. Un infortunio al ginocchio e la volontà di concludere gli studi universitari costrinsero Rosič a sospendere l'attività agonistica.

## Palmarès
- Campionato sloveno: 2
Puntar: 2006-07, 2008-09